# 冯之浚
冯之浚（1937年4月—2017年2月20日），男，回族，北京人，中华人民共和国政治人物。

## 生平
早年毕业于上海铁道学院建筑工程系，后留校任职，历任管理科学研究所所长，上海科学学研究所所长。后任全国人民代表大会常务委员会代表资格审查委员会副主任委员。1998年3月，第九届全国人大第一次会议上，他当选全国人民代表大会常务委员会委员。2002年12月19日，民主同盟举行九届一中全会，他当选为民盟中央主席。2008年，担任国务院参事。2017年2月20日在北京逝世，享年80岁。

## 家庭
冯之浚与妻子董丽惠育有两子馮濤(NewMargin Ventures)与冯波。两人皆为投资人。孫兒馮然，孫女馮伊。